# Le Fayel
Le Fayel és un municipi francès, situat al departament de l'Oise i a la regió dels Alts de França. L'any 2007 tenia 243 habitants.

## Demografia

### Població
El 2007 la població de fet de Le Fayel era de 243 persones. Hi havia 81 famílies de les quals 17 eren unipersonals (4 homes vivint sols i 13 dones vivint soles), 13 parelles sense fills, 47 parelles amb fills i 4 famílies monoparentals amb fills.
La població ha evolucionat segons el següent gràfic:
Habitants censats

### Habitatges
El 2007 hi havia 90 habitatges, 85 eren l'habitatge principal de la família, 1 era una segona residència i 3 estaven desocupats. 86 eren cases i 2 eren apartaments. Dels 85 habitatges principals, 64 estaven ocupats pels seus propietaris, 20 estaven llogats i ocupats pels llogaters i 1 estava cedit a títol gratuït; 4 tenien dues cambres, 3 en tenien tres, 23 en tenien quatre i 55 en tenien cinc o més. 69 habitatges disposaven pel capbaix d'una plaça de pàrquing. A 38 habitatges hi havia un automòbil i a 45 n'hi havia dos o més.

### Piràmide de població
La piràmide de població per edats i sexe el 2009 era:
| Homes | Edats   | Dones |
| ----- | ------- | ----- |
| 0     | 95 o +  | 0     |
| 0     | 90 a 94 | 0     |
| 0     | 85 a 89 | 4     |
| 0     | 80 a 84 | 0     |
| 8     | 75 a 79 | 4     |
| 0     | 70 a 74 | 8     |
| 0     | 65 a 69 | 0     |
| 0     | 60 a 64 | 0     |
| 4     | 55 a 59 | 4     |
| 20    | 50 a 54 | 12    |
| 12    | 45 a 49 | 20    |
| 12    | 40 a 44 | 4     |
| 0     | 35 a 39 | 12    |
| 16    | 30 a 34 | 8     |
| 0     | 25 a 29 | 4     |
| 4     | 20 a 24 | 4     |
| 8     | 15 a 19 | 4     |
| 12    | 10 a 14 | 20    |
| 8     | 5 a 9   | 4     |
| 12    | 0 a 4   | 0     |

## Economia
El 2007 la població en edat de treballar era de 185 persones, 141 eren actives i 44 eren inactives. De les 141 persones actives 126 estaven ocupades (69 homes i 57 dones) i 14 estaven aturades (9 homes i 5 dones). De les 44 persones inactives 5 estaven jubilades, 25 estaven estudiant i 14 estaven classificades com a «altres inactius».

### Ingressos
El 2009 a Le Fayel hi havia 80 unitats fiscals que integraven 232 persones, la mediana anual d'ingressos fiscals per persona era de 21.381 €.

### Activitats econòmiques
Dels 11 establiments que hi havia el 2007, 4 eren d'empreses de construcció, 2 d'empreses de comerç i reparació d'automòbils, 2 d'empreses de transport, 1 d'una empresa d'hostatgeria i restauració, 1 d'una empresa immobiliària i 1 d'una empresa de serveis.
Dels 4 establiments de servei als particulars que hi havia el 2009, 1 era un guixaire pintor, 1 empresa de construcció, 1 restaurant i 1 agència immobiliària.

## El castell del Fayel
Dins el patrimoni del municipi destaca el Château du Fayel, construït el segle XVII per Philippe de La Mothe-Houdancourt, que va ser virrei de Catalunya durant la Guerra dels segadors.

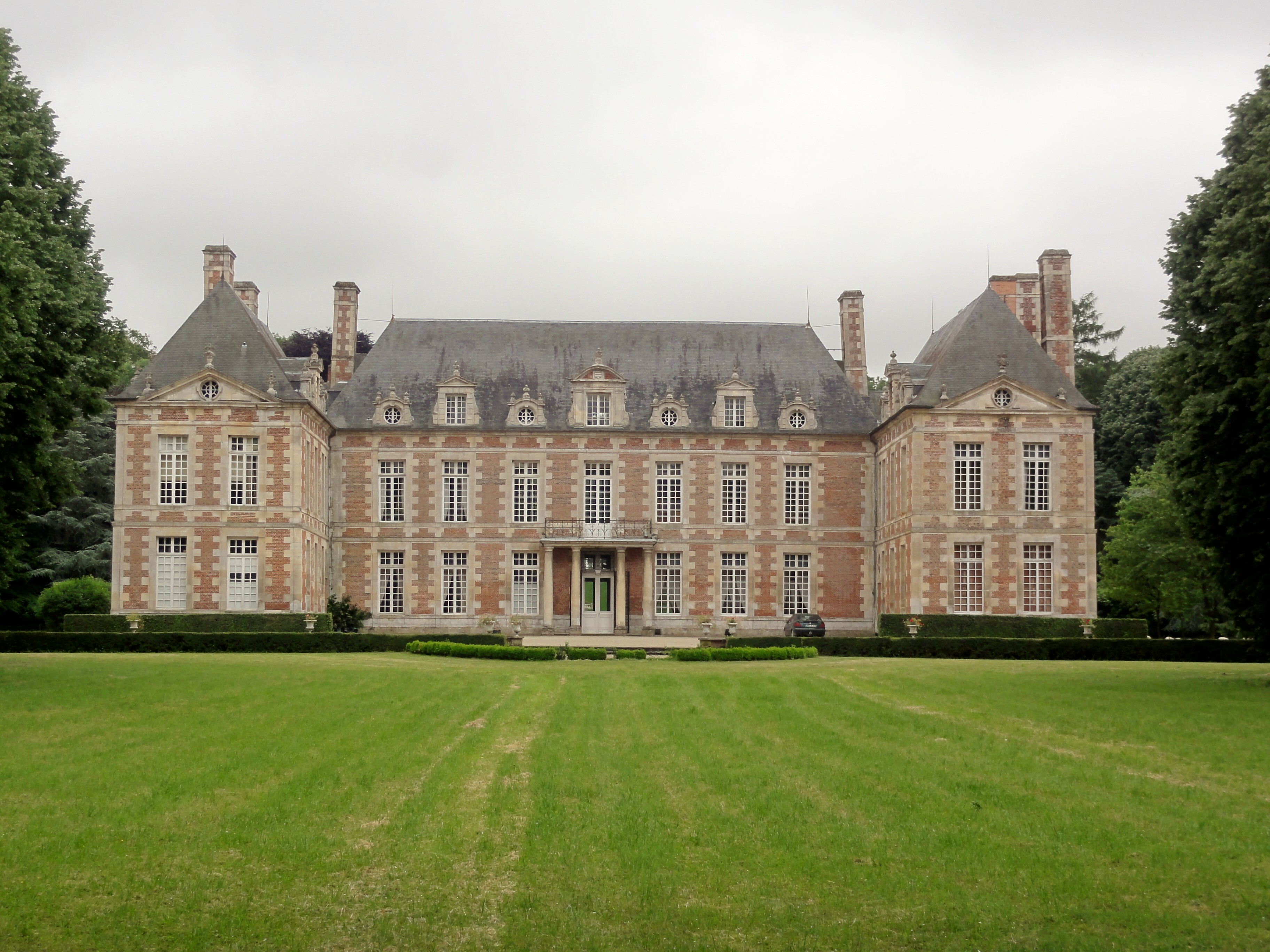
Chateau du Fayel

## Poblacions més properes
El següent diagrama mostra les poblacions més properes.